# Persone di nome Antonio/Giornalisti
| Questa pagina contiene informazioni ricavate automaticamente dalle voci biografiche con l'ausilio del template Bio e di un bot. L'aggiornamento è periodico e automatico e ricostruisce completamente la pagina. Se manca una persona in questa lista, sei pregato di non aggiungerla, ma accertati piuttosto che la sua voce biografica contenga il template Bio e che i dati anagrafici siano correttamente compilati. Se il template Bio manca, inseriscilo tu stesso o, in alternativa, metti l'avviso {{tmp\|Bio}} che ne segnala la mancanza. Se i dati riportati sono sbagliati, correggi direttamente la voce biografica; le modifiche saranno visibili in questa lista entro pochi giorni. Per chiarimenti vedi il progetto antroponimi. La lista contiene solo le 66 persone che sono citate nell'enciclopedia e per le quali è stato implementato correttamente il template Bio. Pagina aggiornata al 6 mag 2025. |

Questa è una lista di persone presenti nell'enciclopedia che hanno il nome Antonio e sono giornalisti.

## A(1)
- Antonio Antonucci, giornalista italiano (Cingoli, n. 1895 - Milano, † 1975)

## B(6)
- Antonio Bagnardi, giornalista italiano (Grottaglie, n. 1958)
- Antonio Baldini, giornalista, critico letterario e scrittore italiano (Roma, n. 1889 - Roma, † 1962)
- Antonio Bandini Buti, giornalista italiano (Castiglione di Ravenna, n. 1895 - Milano, † 1967)
- Antonio Baslini, giornalista, politico e imprenditore italiano (Milano, n. 1926 - Milano, † 1995)
- Antonio Bifani, giornalista, sindacalista e politico italiano (Torraca, n. 1879 - Roma, † 1948)
- Antonio Billia, giornalista e politico italiano (Udine, n. 1831 - Valfurva, † 1873)

## C(9)
- Antonio Calabrò, giornalista e saggista italiano (Patti, n. 1950)
- Antonio Capitta, giornalista italiano (Cagliari, n. 1941 - Cagliari, † 2017)
- Antonio Caprarica, giornalista, scrittore e saggista italiano (Lecce, n. 1951)
- Antonio Cattaneo, pubblicista e divulgatore scientifico italiano (Milano, n. 1786 - Milano, † 1845)
- Antonio Cederna, giornalista, ambientalista e politico italiano (Milano, n. 1921 - Sondrio, † 1996)
- Antonio Cervi, giornalista italiano (Casalbuttano, n. 1862 - Bologna, † 1923)
- Antonio Cipriani, giornalista e scrittore italiano (Tivoli, n. 1957)
- Alfredo Comandini, giornalista e politico italiano (Faenza, n. 1853 - Milano, † 1923)
- Antonio Curti, giornalista, storico e commediografo italiano (Milano, n. 1858 - Cannobio, † 1945)

## D(9)
- Antonio D'Olivo, giornalista italiano (Udine, n. 1959)
- Antonio D'Orrico, giornalista, critico letterario e saggista italiano (Cosenza, n. 1954)
- Tony Damascelli, giornalista italiano (Bari, n. 1949)
- Antonio Delitala, giornalista e scrittore italiano (Sassari, n. 1941 - Piacenza, † 2011)
- Antonio della Porta, giornalista, poeta e scrittore italiano (Montazzoli, n. 1868 - Roma, † 1938)
- Antonio Di Bella, giornalista e conduttore televisivo italiano (Milano, n. 1956)
- Antonio Di Rosa, giornalista italiano (Messina, n. 1951)
- Antonio Dini, giornalista e scrittore italiano (Firenze, n. 1969)
- Antonio Dipollina, giornalista, critico televisivo e scrittore italiano (Tusa, n. 1960)

## F(3)
- Antonio Falconio, giornalista e politico italiano (Navelli, n. 1938 - Roma, † 2021)
- Antonio Felici, giornalista, saggista e scrittore italiano (Formia, n. 1968)
- Antonio Finco, giornalista e scrittore italiano (Bassano del Grappa, n. 1958)

## G(5)
- Antonio Galdo, giornalista e scrittore italiano (Napoli, n. 1957)
- Antonio Gallenga, giornalista, scrittore e patriota italiano (Parma, n. 1810 - Llandogo, † 1895)
- Antonio Gambino, giornalista e saggista italiano (Roma, n. 1926 - Roma, † 2009)
- Antonio Ghirelli, giornalista, scrittore e saggista italiano (Napoli, n. 1922 - Roma, † 2012)
- Antonio Gnoli, giornalista italiano (Roma, n. 1949)

## H(1)
- Antonio de Hoyos y Vinent, giornalista e scrittore spagnolo (Madrid, n. 1885 - Madrid, † 1940)

## I(1)
- Antonio Infuso, giornalista e scrittore italiano (Torino, n. 1957)

## L(2)
- Antonio Lezza, giornalista italiano (Lanciano, n. 1895 - Roma, † 1979)
- Antonio Lubrano, giornalista e conduttore televisivo italiano (Procida, n. 1932)

## M(4)
- Antonio Maglio, giornalista italiano (Alezio, n. 1941 - Newcastle upon Tyne, † 2007)
- Antonio Manca, giornalista, scrittore e dirigente pubblico italiano (Monteroni di Lecce, n. 1943 - Ferrara, † 1997)
- Antonio Mele, giornalista e disegnatore italiano (Galatina, n. 1942 - Roma, † 2024)
- Antonio Meocci, giornalista, scrittore e partigiano italiano (Grosseto, n. 1912 - Grosseto, † 1988)

## N(1)
- Antonio Nazzaro, giornalista, poeta e traduttore italiano (Torino, n. 1963)

## P(9)
- Antonio Padellaro, giornalista, scrittore e editore italiano (Roma, n. 1946)
- Antonio Parisi, giornalista e scrittore italiano (Ginosa, n. 1960)
- Antonio Pascale, giornalista, scrittore e agronomo italiano (Napoli, n. 1966)
- Antonio Pascotto, giornalista italiano (Monterotondo, n. 1962)
- Antonio Piazza, giornalista, poeta e traduttore italiano (Brescia, n. 1795 - Milano, † 1872)
- Antonio Pinghelli, giornalista, scrittore e poeta italiano (Savona, n. 1910 - Milano, † 1999)
- Antonio Polito, giornalista e politico italiano (Castellammare di Stabia, n. 1956)
- Antonio Prestinenza, giornalista e scrittore italiano (Acireale, n. 1894 - Catania, † 1967)
- Antonio Preziosi, giornalista e saggista italiano (Taranto, n. 1967)

## R(5)
- Antonio Ravel, giornalista italiano (Napoli, n. 1923 - Volla, † 1999)
- Antonio Roccuzzo, giornalista italiano (Catania, n. 1958)
- Antonio Rossano, giornalista italiano (Adelfia, n. 1940 - Milano, † 2011)
- Antonio Rossaro, giornalista, scrittore e presbitero italiano (Rovereto, n. 1883 - Rovereto, † 1952)
- Antonio Russo, giornalista italiano (Chieti, n. 1960 - Tbilisi, † 2000)

## S(5)
- Antonio Saltini, giornalista e agronomo italiano (Brioni Maggiore, n. 1943)
- Antonio Sasso, giornalista italiano (Napoli, n. 1949)
- Massimo Scaligero, giornalista e esoterista italiano (Veroli, n. 1906 - Roma, † 1980)
- Antonio Sciortino, giornalista e presbitero italiano (Delia, n. 1954)
- Antonio Socci, giornalista, saggista e conduttore televisivo italiano (Siena, n. 1959)

## T(4)
- Antonio Talamo, giornalista e scrittore italiano (Reggio Calabria, n. 1931)
- Antonio Téllez Sola, giornalista, storico e anarchico spagnolo (Tarragona, n. 1921 - Perpignano, † 2005)
- Antonio Terzi, giornalista e scrittore italiano (Bergamo, n. 1925 - Milano, † 2001)
- Antonio Trillicoso, giornalista e scrittore italiano (Napoli, n. 1963)

## V(1)
- Antonio Noriega Varela, giornalista e poeta spagnolo (Mondoñedo, n. 1869 - Viveiro, † 1947)